# Arista
Arista Records (А́риста Рекордз) — американский лейбл звукозаписи.
Лейбл был основан в 1974 году Клайвом Дэвисом, до этого с 1963 по 1973 года бывшего президентом лейбла CBS Records (звукозаписывающего подразделения компании CBS). (В 1973 году он был оттуда уволен при спорных обстоятельствах.)
В 1979 году лейбл был куплен компанией BMG Entertainment.
Название компании чаще всего ассоциируется с Уитни Хьюстон, выпустившей на «Аристе» все свои прижизненные альбомы. Клайв Дэвис подписал контракт с певицей, когда той было 19 лет, и стал помогать ей в творчестве и карьере в качестве её «исполнительного продюсера».
Среди самых известных альбомов, выпущенных на лейбле к концу правления Дэвиса, были саундтрек фильма «Телохранитель», ставший самым продаваемым в истории, и триумфальное возвращение Карлоса Сантаны с синглом Smooth, принёсшим ему премию «Грэмми».
Также при Дэвисе на лейбле выпускался Барри Манилоу, из рок-исполнителей — выпускали альбомы Grateful Dead, Graham Parker and the Rumour, Kinks. Кроме того, в 1974 году Дэвис открыл для мира Патти Смит. В 1978 году она в дуэте с Брюсом Спрингстином попала в первую десятку в США с песней «Because the Night». Другие известные песни, выпущенные на «Аристе»: «Un-Break My Heart» Тони Брэкстон, ознаменовавшие возвращение Дайонн Уорвик хиты «Heartbreaker», «I’ll Never Love this Way Again» и «Deja Vu», песни Ареты Франклин «Jump to It» и «Freeway of Love», песни Карли Саймон «Coming Around Again» и «Let the River Run» (из кинофильма «Деловая девушка», удостоенная «Оскара» за лучшую песню), классические хиты Эрика Кармена «All By Myself» и «Never Gonna Fall in Love Again». Milli Vanilli (большой успех и потом большой скандал) тоже, а также Air Supply и Ace of Base и в 1980-е годы Тейлор Дейн. Ещё одна известная песня — «All Around the World» Лисы Стэнсфилд. Также на лейбле выпускались Игги Поп, Алан Джексон, Hall & Oates, Alan Parsons Project и Кенни Джи.
В 1999 BMG Entertainment заявило о своём намерении заменить Дэвиса на посту главы (президента и CEO) «Аристы». Эта новость вызвала протесты ряда известных американских музыкантов и профессионалов музыкальной индустрии. Клайв Дэвис боролся за свой пост, но 2 мая 2000 года BMG Entertainment объявило, что он будет заменён на сооснователя (в 1989 году вместе с Бэбифейсом) лейбла LaFace Records Эл-Эй Рида (англ. Antonio «L.A.» Reid).
С тех пор у компании дела шли не очень хорошо, хотя и были большие успехи с Аврил Лавин, Пинк и группой Adema, а также с уже и до этого известными группой TLC и певцом Ашером.
Рид управлял компанией несколько лет, потом ушёл в принадлежащую Universal Music компанию (группу лейблов) Island DefJam.
В 2011 году Sony, к тому времени владевшая лейблом целиком, закрыла его (точнее, это было решение руководства управлявшей лейблом дочерней компании RCA). Таким образом, лейбл просуществовал 36 лет и ушёл, оставив свой заметный след в истории.

## Исполнители
- См. «List of Arista Records artists» в англ. разделе.